# Zakablukî, Ohtîrka
Zakablukî (în ucraineană Закаблуки) este un sat în comuna Mala Pavlivka din raionul Ohtîrka, regiunea Sumî, Ucraina.

## Demografie
Componența lingvistică a localității Zakablukî
     Ucraineană (100%)
Conform recensământului din 2001, toată populația localității Zakablukî era vorbitoare de ucraineană (100%).